# Vávra Suk
Vávra Suk (18. března 1973, Praha) je švédský nacionalistický politik a spisovatel pocházející z Československa.

## Mládí
Suk se narodil 18. března 1973 v Praze. V roce 1981 se svou rodinou emigroval z Československa do Švédska. Důvodem bylo to, že jeho rodiče podepsali Chartu 77 a byli donuceni opustit zem. Když byl ještě malý, tak chvíli žili v okrese Gottsunda, a později se přestěhovali do Uppsaly. V době, kdy měl nastoupit na střední školu, tak se znovu přestěhovali, tentokrát do vesnice poblíž města Knivsta.
Na Celsiově škole v Uppsale studoval takzvaný Naturvetenskapsprogrammet, což je typ tříletého středoškolského vzdělání se zaměřením na přírodní vědy. Poté dva roky studoval na Uppsalské univerzitě, kde získal magisterský titul z technické fyziky. Následně studoval další tři roky na Královském technologickém institutu ve Stockholmu.
Na Stockholmské univerzitě navštěvoval zároveň kurzy filosofie, kriminalistiky a starověkých kultur.

## Politika
V roce 1998 se přidal k politické straně Švédští demokraté. V roce 2001 se stal spoluzakladatelem strany Národní demokraté a stal se jejím hlavním ideologem, tajemníkem a stratégem. Ve stejném roce také založil stranické noviny Nationell Itag, kde působil jako šéfredaktor od podzimu roku 2006 do září roku 2012. V té době údajně odešel a v listopadu téhož roku založil nové noviny, které pojmenoval Nya Tider.
V říjnu roku 2012 opustil stranu Národní demokraté.

## Útok
V neděli 8. února 2009 se účastnil distribuce časopisu Nationell Itag na náměstí Sergels torg v Stockholmu. O několik hodin později na něj v Hagsätru v jižním Stockholmu zaútočilo asi dvacet maskovaných osob ozbrojených kameny a holemi. Suk jim unikl tak, že se dostal do svého auta, ale i tak dostal několik úderů do hlavy a bodnou ránu do pravé paže. Útok byl vyhodnocen jako pokus o vraždu. K útoku se přihlásila Antifašistická akce.